# Markasit
Markasit ist ein häufig vorkommendes Mineral aus der Mineralklasse der „Sulfide und Sulfosalze“. Er kristallisiert im orthorhombischen Kristallsystem mit der chemischen Zusammensetzung FeS2, ist also chemisch gesehen ein Eisen(II)-disulfid.
Markasit ist in jeder Form undurchsichtig und entwickelt meist tafelige, pyramidale oder prismatische Kristalle, tritt aber auch in Form rosettenförmiger, traubiger oder massiger Aggregate und radialstrahliger Konkretionen (vor allem in Braunkohlen) auf. Die Farbe von Markasit schwankt von einem eher dunklen Bronzeton über Messinggelb bis Zinnweiß mit gelegentlichem Grünstich. Seine Strichfarbe ist grünlichgrau bis schwärzlichgrau.
Die Oberflächen frischer Proben weisen einen metallischen Glanz auf. Viele Markasite werden allerdings nach einiger Zeit an der Luft durch Verwitterung stumpf und können dabei auch buntfarbig anlaufen.

## Etymologie und Geschichte
Markasit erhielt seine bis heute gültige deutsche Bezeichnung 1845 durch Wilhelm Ritter von Haidinger zugeordnet. Das zugrundeliegende lateinische marchasita stammt vom arabischen bzw. maurischen مرقشيثا / marqašīṯā / ‚Feuerstein‘, welches bis in die Neuzeit metallisch glänzende (bronzefarbene) Erzmineralien wie z. B. Pyrit bzw. Markasit, aber auch Bleiglanz (marchasita plumbea, genannt auch antimonium) oder Grauspießglanz (ebenfalls antimonium, und später Antimonglanz genannt) bezeichnete. Der Name bezieht sich auf die Fähigkeit, Funken abzugeben, wenn es auf Flint (Feuerstein) oder Eisen bzw. Stahl geschlagen wird.
Markasit ist unter vielen Namen mehr oder weniger bekannt. Bevor man erkannte, dass Markasit und Pyrit zwei verschiedene Minerale gleicher Stöchiometrie sind, wurden beide in der Literatur oft als Schwefelkies, parallel auch als Markasit bzw. Marchasita (gedacht als kristallisierter Schwefelkies) bezeichnet. Mitte des 19. Jahrhunderts wurde erkannt, dass der Schwefelkies tatsächlich aus zwei verschiedenen, wenn auch sehr ähnlichen Mineralen bestand. Seitdem werden Pyrit und Markasit als eigenständige Minerale geführt.
Aufgrund seiner Kristallformen bekam der Markasit zudem verschiedene beschreibende Synonyme wie Binarkies bzw. Binarit, Blätterkies, Graueisenkies, Kammkies, Speerkies und Strahlkies. Als Leberkies (nach Werner) wurden massige, traubige bis nierenförmige Aggregate bezeichnet. Die ebenfalls veraltete Bezeichnung Wasserkies wurde von Henkel (1678–1744) als „weißer Kies“ gedeutet, jedoch später von Hausmann (1782–1859) wieder als Synonym für den Markasit aufgenommen.

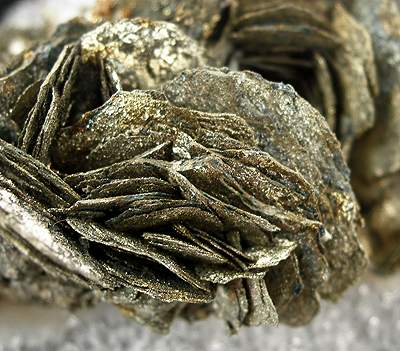
Blätterkies aus Roșia Montană, Rumänien (Gesamtgröße der Probe 4,8 cm × 3,3 cm × 2,3 cm)
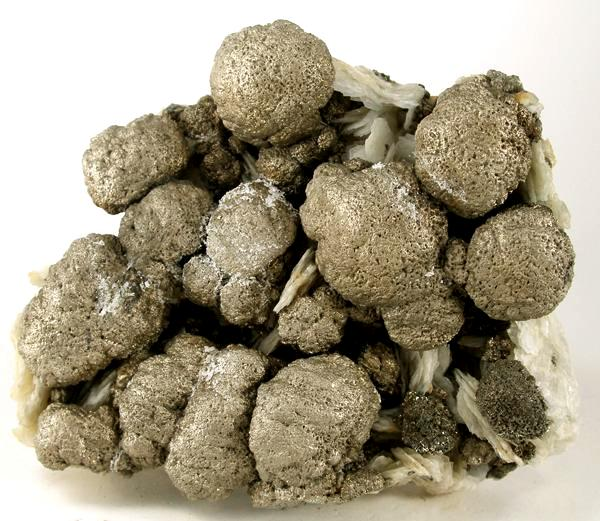
Knolliger Markasit (Leberkies) auf Baryt aus der Stari Trg Mine, Trepča-Komplex, Kosovska Mitrovica, Kosovo (Größe 9,3 cm × 7,4 cm × 2,8 cm)

## Klassifikation
Bereits in der veralteten 8. Auflage der Mineralsystematik nach Strunz gehörte der Markasit zur Mineralklasse der „Sulfide und Sulfosalze“ und dort zur Abteilung der „Sulfide mit [dem Stoffmengenverhältnis] M(etall) : S(chwefel) < 1 : 1“, wo er als Namensgeber die „Markasit-Reihe“ mit der Systemnummer II/C.07 und den weiteren Mitgliedern Ferroselit, Frohbergit, dem 2009 diskreditierten Hastit und Kullerudit bildete.
Im zuletzt 2018 überarbeiteten und aktualisierten Lapis-Mineralienverzeichnis nach Stefan Weiß, das sich aus Rücksicht auf private Sammler und institutionelle Sammlungen noch nach dieser alten Form der Systematik von Karl Hugo Strunz richtet, erhielt das Mineral die System- und Systemnummer II/D.20-010. In der „Lapis-Systematik“ entspricht dies ebenfalls der Abteilung „Sulfide mit dem Stoffmengenverhältnis Metall : S,Se,Te < 1 : 1“, wo Markasit zusammen mit Anduoit, Ferroselit, Frohbergit, Iridarsenit, Kullerudit, Mattagamit, Omeiit und Petříčekit die „Markasitgruppe“ mit der Systemnummer II/D.20 bildet.
Die von der International Mineralogical Association (IMA) zuletzt 2009 aktualisierte 9. Auflage der Strunz'schen Mineralsystematik ordnet den Markasit dagegen in die Abteilung der „Metallsulfide mit M : S ≤ 1 : 2“ ein. Diese ist zudem weiter unterteilt nach dem genauen Stoffmengenverhältnis und den in der Verbindung vorherrschenden Metallen, so dass das Mineral entsprechend seiner Zusammensetzung in der Unterabteilung „M : S = 1 : 2, mit Fe, Co, Ni, PGE usw.“ zu finden ist, wo es ebenfalls die nach ihm benannte „Markasitgruppe“ mit der Systemnummer 2.EB.10a und den weiteren Mitgliedern Ferroselit, Frohbergit, Kullerudit und Mattagamit bildet.
Auch die Systematik der Minerale nach Dana ordnet den Markasit in die Klasse der „Sulfide und Sulfosalze“ und dort in die Abteilung der „Sulfidminerale“ ein. Hier ist er ebenfalls Namensgeber der „Markasitgruppe (Orthorhombisch: Pnnm)“ mit der Systemnummer 02.12.02 und den weiteren Mitgliedern Anduoit, Ferroselit, Frohbergit, Kullerudit, Löllingit, Mattagamit, Nisbit, Omeiit, Rammelsbergit, Safflorit und Seinäjokit sowie dem diskreditierten Hastit innerhalb der Unterabteilung „Sulfide - einschließlich Seleniden und Telluriden - mit der Zusammensetzung AmBnXp, mit (m+n) : p = 1 : 2“ zu finden.

## Kristallstruktur
Markasit kristallisiert orthorhombisch in der Raumgruppe Pnnm (Raumgruppen-Nr. 58) mit den Gitterparametern a = 4,44 Å; b = 5,42 Å und c = 3,39 Å sowie 2 Formeleinheiten pro Elementarzelle.

## Eigenschaften

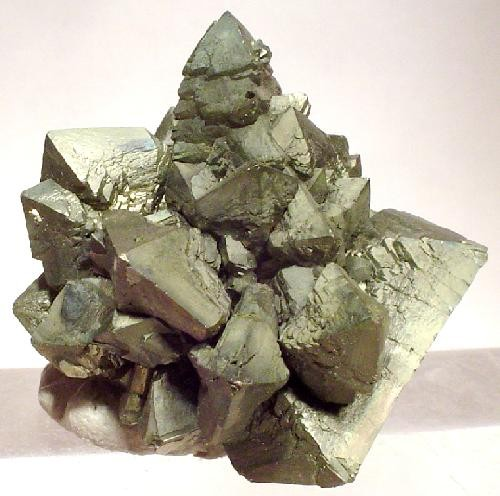
Markasitstufe aus Cap Blanc-Nez (Escalles), Pas-de-Calais, Nord-Pas-de-Calais, Frankreich

### Morphologie
Idiomorphe Kristalle (Kristalle mit vollständiger Ausbildung der Eigengestalt) sind meist tafelig bis flachprismatisch, oft beilförmig. Häufig sind die Kristalle verzwillingt, oft speerspitzige Viellinge in Wiederholung, als „Speerkies“ bzw. „Kammkies“ bezeichnet. Auch Pseudomorphosen von Markasit nach Pyrrhotin sind bekannt.

### Chemische und physikalische Eigenschaften
Markasit ist weniger stabil als das chemisch gleiche Pyrit und zerfällt in einem Zeitraum von mehreren Jahren. Dabei wird Schwefelsäure gebildet und ein typischer Schwefeldioxidgeruch freigesetzt. Beim Erhitzen auf über 400 °C wandelt sich Markasit monotrop in Pyrit um.

## Modifikationen und Varietäten
Markasit ist polymorph zu Pyrit, hat also bei gleicher Zusammensetzung ein anderes Kristallsystem.

## Bildung und Fundorte
Markasit bildet sich bei niederen Temperaturen (im Gegensatz zu Pyrit) und ist deshalb meist nahe der Erdoberfläche, in Braunkohlen, Tonen, Mergeln, Kreide; in und an tierischen und pflanzlichen Fossilien, aber auch in bei tiefen Temperaturen hydrothermal entstandenen Verdrängungslagerstätten zu finden.
An der Erdoberfläche oxidierenden Bedingungen ausgesetzt, verwittert Markasit (schneller als Pyrit) über mehrere Zwischenstufen zu Eisenoxidhydrat (Limonit oder Brauneisenerz) FeO·OH, wobei der Schwefel zu Schwefelsäure oxidiert wird. Begleitet wird Markasit von Calcit, Dolomit, Fluorit, Galenit, Pyrit, Pyrrhotin, Quarz und Sphalerit.
Als häufige Mineralbildung ist Markasit an vielen Orten anzutreffen, wobei weltweit bisher fast 6000 Fundstätten dokumentiert sind (Stand: 2021).
In Deutschland trat das Mineral vor allem im Schwarzwald, Heidelberg, Kaiserstuhl, Kraichberg und Odenwald in Baden-Württemberg; in mehreren Regionen Frankens, Niederbayerns und der Oberpfalz in Bayern; in Rüdersdorf bei Berlin in Brandenburg; in vielen Regionen von Hessen, Niedersachsen, Nordrhein-Westfalen und Sachsen; bei Friedland, Bad Doberan und Stralsund in Mecklenburg-Vorpommern; in der Eifel, am Hunsrück, im Siegerland und anderen Regionen in Rheinland-Pfalz sowie in einigen Regionen des Saarlandes, Sachsen-Anhalts, Schleswig-Holsteins und Thüringens auf.
In Österreich konnte das Mineral bei Stadtschlaining im Burgenland, bei Eichbüchl in Niederösterreich, im Lainzer Tunnel in Wien, in mehreren Regionen von Tirol und Oberösterreich sowie in vielen Regionen von Kärnten, Salzburg und der Steiermark nachgewiesen werden.
In der Schweiz fand sich Markasit an einzelnen Fundpunkten mehrerer Kantone, so unter anderem in Graubünden, Solothurn, Tessin und Wallis.
Auch in Gesteinsproben vom Mittelatlantischen Rücken, Zentralindischen Rücken und Ostpazifischen Rücken wurde Markasit gefunden.

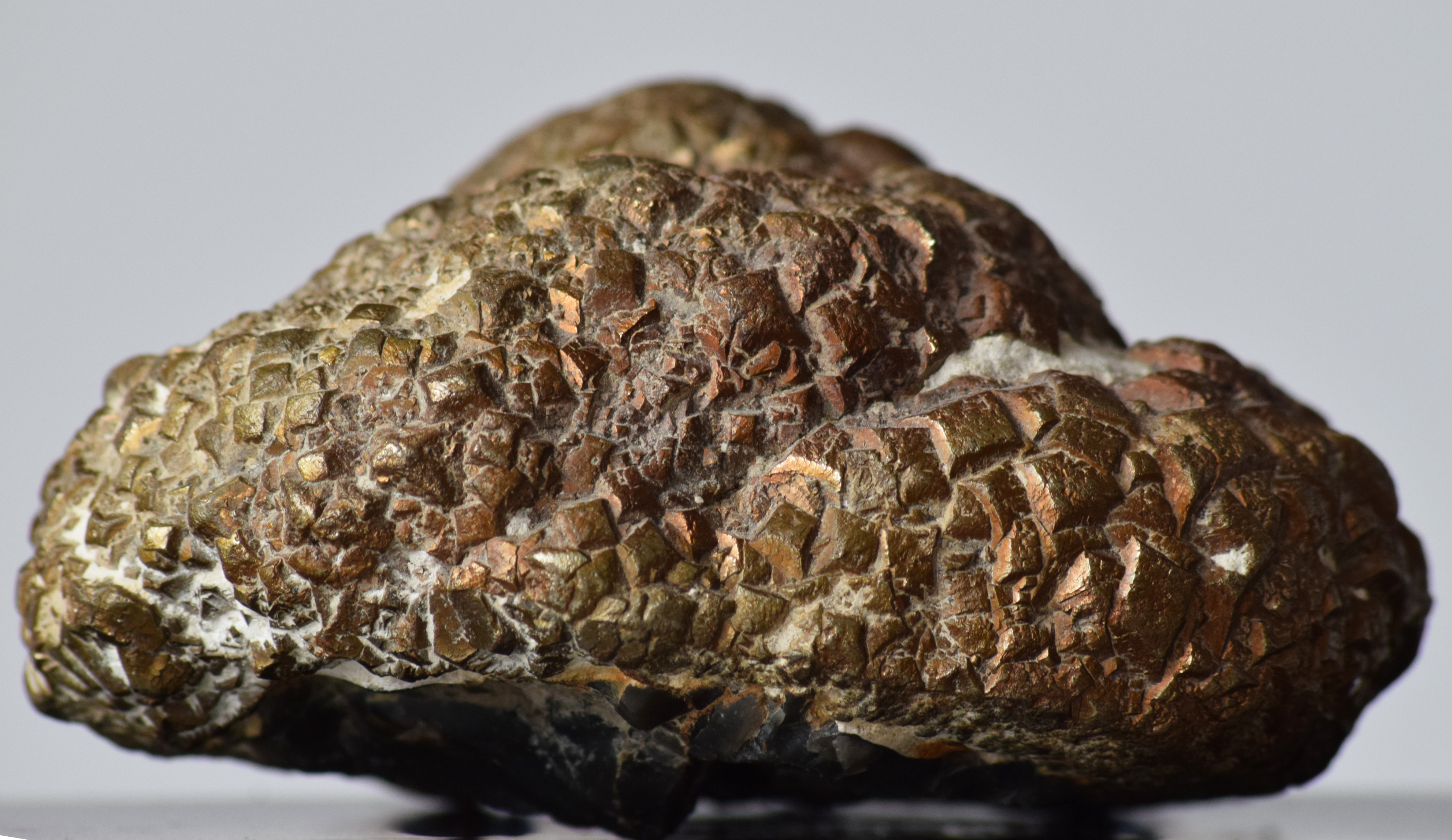
Massives Kristallaggregat von Markasit von der Steilküste bei Kühlungsborn, Mecklenburg-Vorpommern (Größe: 9 cm × 7 cm × 5,5 cm)
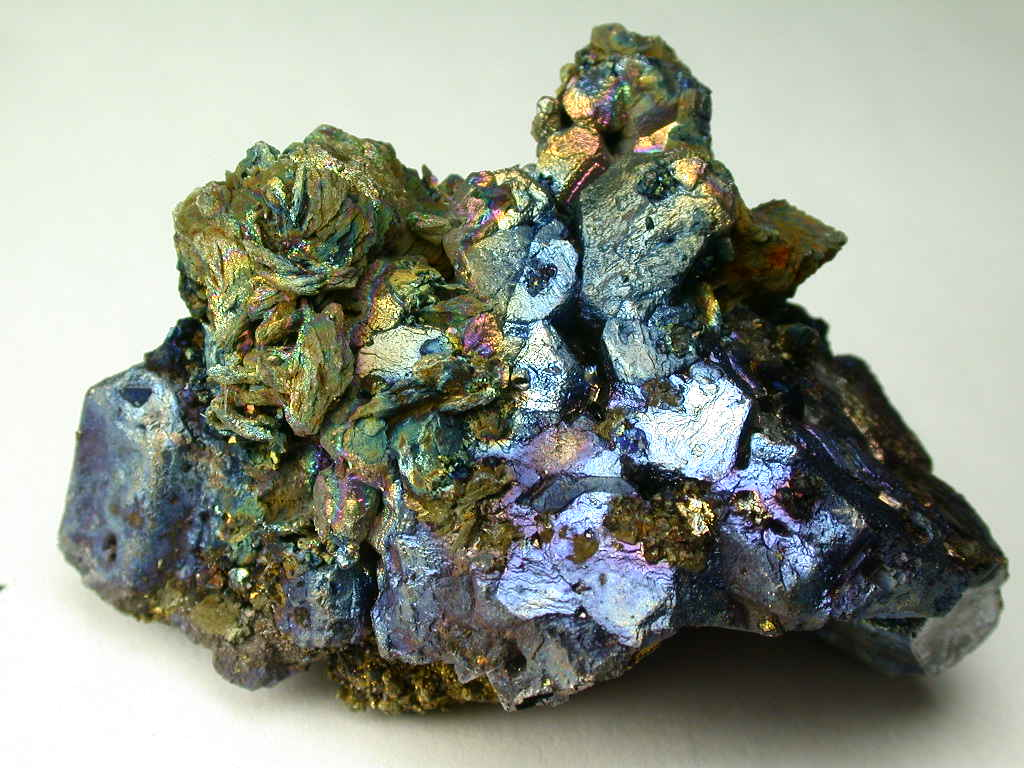
Bunt angelaufene, irisierende Markasit-Kristalle auf irisierendem Galenit aus der Nikolaevskiy Mine, Dalnegorsk, Russland (Größe: 6,1 cm × 4,3 cm)
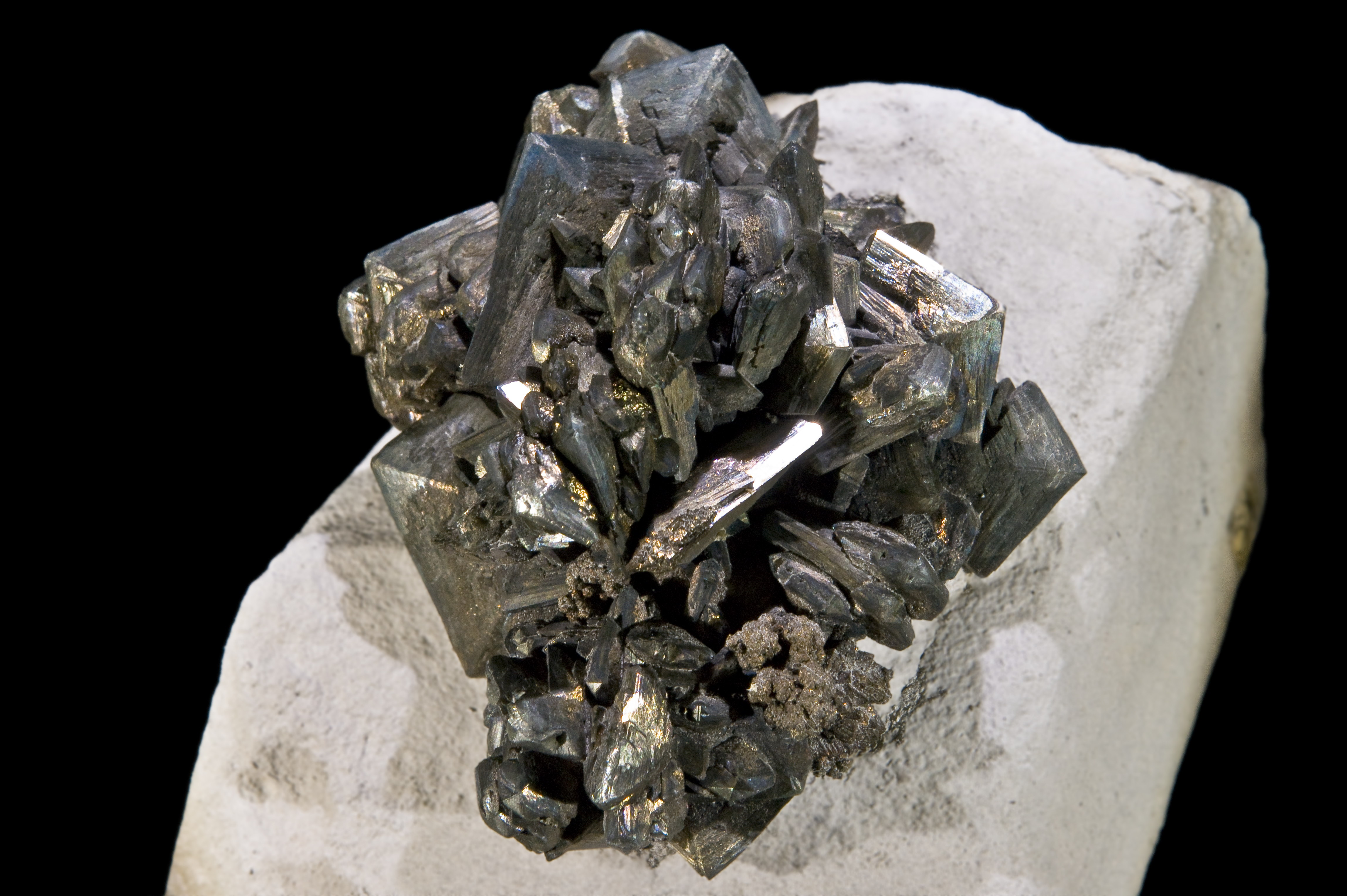
Zinnweißer Markasit auf Kalkstein aus Blanc-Nez, Frankreich
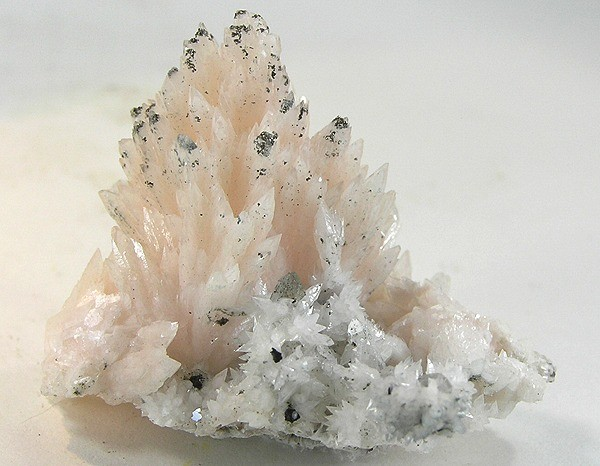
Pfirsichfarbener Calcit mit Markasit auf den Spitzen und weißem Quarz aus der San Antonio Mine, Chihuahua, Mexiko

## Verwendung

### Als Rohstoff
Bereits in der Steinzeit wurde Markasit ebenso wie Pyrit dazu benutzt, Feuer zu entzünden. Allerdings ist Markasit durch seine massige Struktur besser dazu geeignet.
Für die chemische Industrie wird Markasit, vor allem wenn er in einigen niedertemperiert-hydrothermalen Lagerstätten in größeren Mengen vorkommt, zur Gewinnung von Schwefelsäure abgebaut.

### Als Schmuckstein
Zu Schmucksteinen wird Markasit nur von Mineralsammlern geschliffen, da das Mineral im Gegensatz zu Pyrit weniger stabil ist und langsam zerfällt, die Bildung von Schwefliger Säure macht es zudem gefährlich beim direkten Hautkontakt. Der ebenfalls im Schmuckhandel erhältliche Pyrit wird oft fälschlicherweise als Markasit bezeichnet.